# Транслатив
Транслати́в, перетво́рювальний відмі́нок — один з відмінків, властивих мовам уральської сім'ї та деяким північнокавказьким мовам. Загалом позначає перехід у інший стан або якість, проте нерідко має й інші значення, не пов'язані зі зміною стану.

## У фінській мові

### Утворення
Утворюється шляхом приєднання до слабкої основи імені відмінкового закінчення -ksi, у множині перед закінченням додається показник плюралісу -i-.

### Вжиток
- Транслатив (фін. translatiivi) вживається як предикативна обставина з дієсловами наступних семантичних класів:
  - дієслова називання (nimetä, nimittää, sanoa, julistaa, huutaa, kutsua, käskeä):
Bodom järvi tulisi nimetä Random järveksi
«Озеро Бодом слід було б назвати озером Рандом»;
  - дієслова інтелектуального стану або дії (luulla, uskoa, kuvitella):
Keskiajan kristityt skolastikot luulivat häntä islamilaiseksi
«Середньовічні схоласти вважали його представником ісламу»;
  - дієслова мовлення та міркування (hyväksyä, määrätä, tunnustaa, väittää):
Professori Karstan on vaikea hyväksyä naista lainoppineeksi
"Професору Карстану складно погодитися з тим, що жінки стають юристами ",
Sano suomeksi!
"Скажи по-фінськи ";
  - дієслова перетворення/трансформації (tulla, muuttua, tehdä, saada, valmistua, lukea):
Pitkähköksi suunniteltu lomamatka Yhdysvalloissa muuttui painajaiseksi jo heti Newarkin lentokentällä
«Довгоплановане відрядження до США обернулося кошмаром вже в аеропорту Нью-Арка»;
  - деякі дієслова дії (juoda, keittää, iskeä, antaa, asettaa, valita, tuntea, jäädä):
Sami antoi Rafelle lahjaksi isoisältään saamansa kolikon
«Самі віддав Рафу у подарунок монету, що дісталася від діда»;
- Транслатив може означати також:
  - час (до якого часу? на який термін?):
Hän oli hakenut Yhdysvaltoihin turistiviisumia seitsemäksi kuukaudeksi, muttei ollut sitä saanut
«Вона запросила туристичну візу США на сім місяців, але не отримала її»;
  - напрямок руху (передбачає використання компаративу):
Tervo aloitti soolouransa menestyskappaleella «Tule lähemmäksi»
«Терво почав сольну кар'єру зі шлягера „Підійди ближче“»;
  - порядок міркування:
Teoria tarkoittaa ensiksi yhtenäistä tytojen järjestelmää, toiseksi tieteellistä selitystä ja kolmanneksi oletusta, otaksumaa, hypoteesia
«Теорія — це, по-перше, упорядкування (існуючих) знань, по-друге, наукове пояснення і, по-третє, припущення, допущення та гіпотези».

## В естонській мові

### Приклади вжитку
- must auk «чорна діра»: (muutus/muundus) mustaks auguks «(перетворився) на чорну діру»
- kell kuus «шість годин»: kella kuueks «до шести годин».

## У вепській мові
У вепській мові транслатив позначає перехід в інше положення, стан або якість (poukšimoi pe̮imn'eks«я найнявся в пастухи», händast pan'iba předsedat'el'aks «його призначили головою»), мета дії (pan'in' te̮ignan lii̯baks «я поставила тісто для хліба») або час дії (l'in'n'eb nedal'ikš «вистачить на тиждень»).

## В угорській мові
Утворюється приєднанням афікса -vá/-vé після основи на голосну або з асиміляцією.

### Приклади вжитку
- só «сіль»: Lót felesége sóvá változott «Лотова дружина перетворилася на сіль»
- fiú «хлопчик, син»: fiává fogad «усиновити»
- bolond «дурень»: bolonddá tett engem «Він мене обдурив».

## В українській мові
Перетворювальний відмінок використовується як особлива форма живих іменників у множині після прийменника в (у), що означає становлення ким-небудь, перетворення на що-небудь, перехід у якийсь стан або становище, зміна на що-небудь, у таких конструкціях як:
- піти у гості, у солдати, в учителі, у космонавти, у доктори тощо
- обирати(-ся) в президенти, у депутати тощо
- найняти(-ся) в пастухи , у комірники , у маляри тощо

Перетворювальний відмінок відповідає неживому знахідному відмінку множини, який збігається за формою з називним відмінком множини.